# Larry Heard
Larry Heard (Atlanta, 31 de maio de 1960) é um DJ, produtor musical e músico norte-americano. Ao longo de sua carreira solo, gravou discos sob vários pseudônimos, entre eles o mais conhecido é Mr. Fingers.
É amplamente conhecido por ser uma figura pioneira na house music dos anos 1980, e também foi líder de um grupo musical muito influente desse gênero, o Fingers Inc., cujo álbum "Another Side", de 1988, foi o primeiro álbum de house de longa duração. Ele é considerado um precursor do gênero deep house, fundindo o futurismo da música house com o som da música disco. O seu single "Can You Feel It?", de 1986, é uma das maiores influências da dance music.